# Nizozemski Cejlon
Nizozemski Cejlon (singalsko: ලන්දේසි ලංකාව Landesi Lankava tamilsko : ஒல்லாந்த இலங்கை Ollanda Ilankai ) je bil guvernat, ki ga je na današnji Šrilanki ustanovila Nizozemska vzhodnoindijska družba. Čeprav je Nizozemcem uspelo zavzeti večino obalnih območij na Šrilanki, nikoli niso mogli nadzorovati Kandijskega kraljestva, ki se je nahajalo v notranjosti otoka. Nizozemski Cejlon je obstajal od leta 1640 do 1796.
V zgodnjem 17. stoletju je Šrilanki delno vladalo portugalsko in šrilanško kraljestvo, ki sta se nenehno bojevali. Čeprav Portugalci niso zmagovali v vojni, je bila njihova vladavina precej obremenjujoča za prebivalce tistih območij, ki so jih nadzorovali. Medtem ko so bili Portugalci vpleteni v dolgo vojno za neodvisnost od španske vladavine, je singalski kralj (kralj Kandija ) povabil Nizozemce, da pomagajo premagati Portugalce. Nizozemski interes v Cejlonu je bil imeti enotno bojno fronto proti Ibercem v tistem času.

## Zgodovina

### Ozadje

#### Portugalci
Nizozemce so Sinhalci povabili, naj pomagajo v boju proti Portugalcem. Podpisali so Kandijsko pogodbo iz leta 1638 z Rajasinghejem II. in se kmalu podali v vojno proti skupnemu sovražniku. Kot taki so bili Nizozemci imenovani za zaščitnika države.
Medtem pa se je Rajasinghe II. obrnil na Francoze in jim ponudil trdnjavo Trincomalee kot nadzor nad nizozemsko močjo. Nizozemci so zavzeli Trinco od Francozov in nadzorovali vse priobalne province otoka. Rajasinghe in Nizozemci so igrali dvojno igro in poskušali prelisičiti drug drugega, pogodba iz leta 1638 pa ni bila nikoli izvedena. Nizozemci so vladali vsem tamilskim provincam in pripeljali tamilske Tandžorske sužnje, da so delali na nasadih s cimetom v zahodni provinci in na farmah tobaka v Jaffni. Glavno mesto Nizozemske Koromandije je bilo v Pulikatu, potrebno delovno silo pa so pripeljali iz indijskih kolonij.

#### Nizozemci in Portugalci
Portugalska vlada je bila vedno v obmorskih provincah in ljudje, ki so jih spreobrnili, so bili obalni ljudje. Bili so hrbtenica njihove moči. Številni knezi, ki so jih spreobrnili, so umrli ali pa niso bili več katoličani. Preostali del Cejlona je ostal v budistični večini in hindujskih religijah.
Nizozemce je singalski kralj uporabil za maščevanje Portugalcem, ki so želeli razširiti svojo oblast. Prihod Nizozemcev je zagotovil, da so imeli Portugalci dva sovražnika, s katerimi so morali opraviti, tako da so bili nazadnje Portugalci prisiljeni podpisati pogodbo z Nizozemci in se sprijazniti z njihovim odprtim gospodarstvom. Končno so Portugalci zapustili Cejlon.
Portugalska je bila v vojni s svojim vladarjem, španskim kraljem. Ko se je Portugalska leta 1640 osvobodila Španije, se je Nizozemska dogovorila za mir s Portugalsko. Nato so si zasedena območja Cejlona sporazumno razdelili v skladu s pogodbo, podpisano v Goi. Počasi so Nizozemci postali vladarji obalnih in zunanjih območij Cejlona in Indonezije, Portugalcem pa so ostali manjši kosi ozemlja v primerjavi z Nizozemci in Angleži.

#### Nnizozemsko-portugalska vojna
Od takrat, ko je Krištof Kolumb pristal v Ameriki, je bil velik iberski izziv za Španijo in Portugalsko pri osvajanju Amerik in mnogih drugih ozemelj po vsem svetu. Na vzhodu je Portugalska imela ozemlja ne le na Cejlonu, temveč v Indiji, v Perzijskem zalivu in v današnji Indoneziji, ki se je takrat imenovala Vzhodna Indija.
Od leta 1580 do 1640 so prestol Portugalske držali španski habsburški kralji, kar je povzročilo največji kolonialni imperij do takrat (glej Ibersko unijo). Leta 1583 je Filip I. Portugalski, II. Španski, poslal svojo združeno ibersko floto, da francoske trgovce izžene iz Azorov, pri čemer je svoje vojne ujetnike odločilno obesil na jamborje in prispeval k " Črni legendi ". Azori so bili zadnji del Portugalske, ki se je uprl Filipovi vladavini nad Portugalsko.
Nizozemska se je medtem odkrito uprla svojemu habsburškemu vladarju in se leta 1581 razglasila za republiko. Pred letom 1580 so nizozemski trgovci nabavljali kolonialne pridelke večinoma iz Lizbone, vendar je Iberska unija to dobavo prekinila. Preživetje novonastale republike je bilo odvisno od tega, ali se bodo sami vključili v kolonialne posle.
Z dvema svetovnima imperijema, ki sta vladala, in z naraščajočo kolonialno konkurenco z Nizozemci, Angleži in Francozi so habsburški kralji zanemarili zaščito nekaterih portugalskih posesti po svetu. V tem obdobju je Portugalska izgubila veliko ozemelj zaradi novih kolonialnih tekmecev.
Med dvanajstletnim premirjem (1609–1621) so Nizozemci svojo mornarico postavili za prednostno nalogo, da bi po ponovnem začetku vojne uničili špansko pomorsko trgovino – od katere je bil odvisen velik del španskega gospodarstva. Leta 1627 je kastiljsko gospodarstvo propadlo. Kljub številnim zmagam so bili španski viri zdaj v celoti razporejeni po vsej Evropi in tudi na morju, kar je ščitilo njihov vitalni ladijski promet pred močno izboljšano nizozemsko floto. Španski sovražniki, kot sta Nizozemska in Anglija, so hrepeneli po njenem čezmorskem bogastvu in v mnogih primerih so ugotovili, da je lažje napasti slabo branjene portugalske postojanke kot španske. Španci enostavno niso bili več kos pomorskim grožnjam. V nizozemsko-portugalski vojni, ki je sledila, je veliko nekdanje portugalske posesti padlo v nizozemske roke.
Med letoma 1638 in 1640 je Nizozemska celo prevzela nadzor nad delom brazilske severovzhodne regije s svojim glavnim mestom v Recifeju. Portugalci so dosegli pomembno zmago v drugi bitki pri Guararapesu leta 1649. Do leta 1654 se je Nizozemska predala in vrnila nadzor nad celotno brazilsko zemljo Portugalcem.
Čeprav so bile nizozemske kolonije v Braziliji izbrisane, so v 17. stoletju Nizozemci lahko zasedli Cejlon, Rt dobrega upanja in Vzhodno Indijo ter prevzeli trgovino z Japonsko v Nagasakiju. Portugalska azijska ozemlja so bila zmanjšana na oporišča v portugalskem Macau, portugalskem Timorju in portugalski Indiji.

### Admiral van Spilbergen
Leta 1602, 2. maja, je nizozemski admiral Joris van Spilbergen po 12-mesečnem potovanju s tremi ladjami prispel na Cejlon iz nizozemskega pristanišča Veere. Ob obisku Kandija, sedeža kralja Vimaladharmasuriya I., sta Spilbergen in kralj razvila prisrčne odnose. Kraljevo občudovanje nad novo najdenim prijateljem je bilo tako globoko, da se je začel učiti nizozemščine z besedami: 'Kandy je zdaj Flandrija'. Pogovarjala sta se o prihodnjih odnosih, pri čemer sta se osredotočila na morebitno nizozemsko vojaško pomoč pri izgonu Portugalcev z obalnih območij ter na trgovino s cimetom in poprom. V znak prijateljstva je nizozemski admiral pustil v kraljevi službi dva vsestranska in izkušena glasbenika: Erazma Matsbergerja in Hansa Rempla.

### Druga flota in masaker na plaži Batticaloa
Kmalu po uspešnem obisku Van Spilbergena je na otok prispela druga nizozemska flota pod poveljstvom Sebalta de Weerta. De Weert je bil zelo spreten poveljnik, ki je odkril Falklandske otoke, ko sta nizozemska admirala Cordes in Mahu leta 1598 poskušala najti alternativno pot v Vzhodno Indijo skozi rt Horn. Po začetnem dogovoru s kraljem Kandija se je leta 1603 vrnil v Batticaloo s floto šestih ladij, da bi sodeloval pri skupnem prizadevanju za izgon Portugalcev z otoka. Med svojim bivanjem je vzel štiri mimoidoče portugalske ladje, vendar je izpustil portugalske posadke, ki so se predale Nizozemcem ob obljubi počastitve. Kralja je to dejanje zelo razjezilo in po zaznani užalitvi njegove žene je ukazal svojim možem, naj ubijejo De Weerta in 50 njegovih neoboroženih rojakov.

### Prva zmaga pri Batticaloi
Po tem nesrečnem dogodku so se Nizozemci osredotočili na organizacijo trgovine z vzhodnoindijskimi otoki začimb. Trajalo je več kot tri desetletja, preden so Nizozemci ponovno ukrepali, da bi izgnali Portugalce, ki so prispeli kakih 150 let prej in se trdno ustalili na otoku. Po številnih krvavih vojnah s Portugalci je kralj Radžasingha II . postal prepričan, da trajen mir s Portugalci ni mogoč, in je povabil Nizozemce, naj jih preženejo z otoka. Takrat so bili Nizozemci še v vojni s Portugalsko, ki je bila v personalni uniji s Španijo. Nizozemski svet Indije v Bataviji (nizozemska Vzhodna Indija) je ugodil tej prošnji in leta 1637 na otok poslal štiri ladje pod poveljstvom kapitana Jana Thijssena Payarta, ki je podpisal pogodbo s kraljem. 4. januarja 1638 je ob obali Goe prišlo do odločilnega spopada na morju med portugalskimi in nizozemskimi pomorskimi silami. Po tej bitki je bilo portugalsko ladjevje zdesetkano in zmagoviti nizozemski admiral Adam Westerwolt (1580–1639) se je odločil napasti portugalsko utrdbo Batticaloa na Cejlonu s floto petih ladij in 800 mož. V koaliciji z močnimi singalskimi silami je 18. maja 1638 osvojil utrdbo.
Pet dni pozneje, po tem zmagovitem osvajanju, se je Westerwolt v imenu generalnih stanov, princa Frederika Hendrika in Nizozemske vzhodnoindijske družbe dogovoril o novi pogodbi s kraljem Rajasingho v njegovi palači v Batticaloi. Pogodba je bila mejnik in je določila ton za prihodnje odnose med kandijskimi kralji in Nizozemci. Po pogodbi naj bi imeli Nizozemci monopol nad vsemi trgovinami, razen nad sloni. Utrdbe, ki so jih zavzeli Portugalcem, bi zasedli Nizozemci ali porušili, kakor se je kralju zdelo primerno. Ključna klavzula "kot se je kralju zdelo primerno" pa je bila vključena le v singalsko in ne v nizozemsko besedilo pogodbe. To je kasneje povzročilo veliko nesoglasij med obema stranema. Enako velja za klavzulo, da bo kralj plačal vse stroške, ki jih bodo imeli Nizozemci v vojni proti Portugalcem.
Počasi, a zanesljivo so nizozemske kopenske in pomorske sile še naprej izrivale Portugalce iz delov Cejlona. Februarja 1640 je portugalsko utrdbo Negombo, malo severno od Colomba, zavzel Philip Lucasz. Po njegovi nenadni smrti je bilo poveljstvo preneseno na sposobnega Willema Jacobsza Costerja, ki se je prej boril pod vodstvom admirala Westerwolta na vzhodni obali. Proti velikanskim nasprotnikom je oblegal močno utrdbo v Galleju. Po napadu na mesto 13. marca 1640 je v nekaj urah postal njegov gospodar. Naslednjih 18 let bo Galle ostal središče nizozemske moči na Cejlonu.

### Nizozemski Cejlon (1664–1795)
Portugalci, ki so prispeli na Šrilanko v začetku 16. stoletja, so lahko vzpostavili svojo oblast na številnih območjih obmorskih provinc otoka.
Kandijski kralji so sprejeli ukrepe za pridobitev pomoči Nizozemcev, da bi izgnali Portugalce iz te države. Do prihoda Nizozemcev v Azijo se Portugalci približno stoletje niso soočali z nobeno grožnjo s strani evropskih narodov. Toda s prihodom Nizozemcev so se začeli konflikti z obema silama v Aziji glede na njihove komercialne interese. V tej situaciji so kandijski kralji poskušali pridobiti pomoč Nizozemcev, da bi izgnali Portugalce s Šrilanke. 
Kandijska pogodba iz leta 1638 je bila pogodba med Kandijskim kraljestvom in Nizozemsko republiko, ki sta jo podpisala kralj Radžasinghe II. za Kraljevino Kandi ter Adam Westerwold in William Jacobsz Coster, poveljnik in podpoveljnik nizozemskih pomorskih sil, za NizozemskoVzhodnoindijsko družbo.

Nizozemci so obdržali območje kot nadomestilo za stroške vojne in postopoma širili svojo zemljo.
- Utrdba Galle, kot je videti z bazarja, med letoma 1640 in 1672
- Zemljevid Nizozemskega Cejlona in Kraljevine Kandy iz leta 1681 (sever je na levi).
- Do leta 1688 so Nizozemci nadzorovali regije, označene z zeleno in magento.

- Nizozemski Kolombo, ki temelji na gravuri iz okoli leta 1680
- Pogled na pristanišče Galle na Cejlonu leta 1754.

### Britanski prevzem
Obdobje nizozemske vladavine nad Cejlonom se je zaradi spreminjajočih se dogodkov v Evropi kmalu končalo. Leta 1792 so izbruhnile francoske revolucionarne vojne med republikansko Francijo in koalicijo evropskih držav, ki je vključevala Republiko Nizozemsko. Leta 1794 so francoske invazijske sile osvojile Nizozemsko republiko in princ Viljem V., nizozemski stadtholder, je z družino pobegnil v izgnanstvo v Veliko Britanijo, da bi pobegnil Francozom. Prejšnji režim je nadomestila Batavska republika, ustanovljena s strani Francije, ki je služila kot de facto francoski protektorat. To je povzročilo zmedo po celotnem nizozemskem kolonialnem imperiju, kateri režim podpreti, režim odstavljenega statholderja v Britaniji ali Batavsko republiko. 
Nekaj let pred tem je leta 1785 po kratki bolezni umrl guverner Falck. Nasledil ga je Viljem Jacob van der Graaff, agresivni nizozemski ekspanzionist, ki je skušal razširiti kolonialne meje daleč preko ustaljenih meja. Leta 1792 je van der Graaff pripravljal kolonijo na vojno s Kraljevino Kandi. Vendar pa je uprava nizozemske vzhodnoindijske družbe v Bataviji spoznala težave, ki bi jih takšna vojna povzročila glede na dogodke v Evropi, in ukazala van der Graaffu, naj opusti svoje vojne načrte. V znak protesta je van der Graaff odstopil s položaja guvernerja in nasledil ga je Jan Gerard van Angelbeek, ki je bil zadnji nizozemski guverner Cejlona. 
Leta 1795 je princ Viljem V. februarja 1795 Van Angelbeeku izdal ukaz, naj svoje sile, utrdbe in vojne ladje postavi pod britansko zaščito. Moral bi upoštevati, da britanske čete '… pripadajo sili, ki je v prijateljstvu in zavezništvu z njihovimi visokimi mogočniki (guvernerji VOC ), in ki prihajajo preprečit, da bi v kolonijo vdrli Francozi'. Po vojni je britanska vlada obljubila, da bo kolonijo vrnila Nizozemcem. Van Angelbeek je najprej sprejel pismo princa Viljema in se strinjal z britansko prisotnostjo na otoku. 
Kasneje pa sta Van Angelbeek in njegov politični svet sprejela usodno odločitev, da je Batavska republika veljala za suverena kolonijam in je treba njihovim enotam ukazati, naj se uprejo kakršni koli britanski prisotnosti na otoku. Toda nizozemski guverner se ni zavedal, da so britanske spletke že spodkopale njegove vojaške zmogljivosti. Obrambo nizozemskega Cejlona so prevzeli predvsem evropski plačanci, zlasti polk De Meuron: 1.000 mož močnih in dve tretjini sestavljenih iz švicarskih vojakov. 30. marca 1795 je britanski uradnik Hugh Cleghorn podpisal pogodbo z lastnikom polka, grofom Charlesom-Danielom de Meuronom, da njegov polk prenese v britansko službo za znesek 6000 funtov. Po simbolnem odporu je Van Angelbeek obupal. Številni nizozemski častniki in vojaki so se počutili izdane s strani lastnega guvernerja in so ob koncu obleganja Kolomba obrnili svoje težke topove na guvernerjevo palačo. 14. februarja 1796 so se nizozemske sile predale z minimalnim prelivanjem krvi. Pierre-Frederic de Meuron, brat grofa Charlesa-Daniela, je svojo modro nizozemsko uniformo zamenjal za rdečo britansko in septembra 1797 postal vojaški guverner Cejlona, dokler ga ni razrešil Frederic North, prvi britanski guverner. 

## Administracija
Nizozemski Cejlon je upravljal guverner, ki ga je imenoval generalni guverner Nizozemske Vzhodne Indije.

## Zapuščina

### Nizozemska diaspora
Številni nizozemski meščani so se po koncu britanske vladavine leta 1948 preselili v Avstralijo, da bi izkoristili politiko bele Avstralije zaradi svojega evropskega porekla.